# 夜中3時のイケメンサマー
『夜中3時のイケメンサマー』（よなかさんじのいけめんさまー）は、テレビ東京で2022年2月18日（2月17日深夜）から不定期で放送されていたトークバラエティである。

## 概要
3時のヒロイン・福田麻貴と、ファーストサマーウイカが開催する女子会にイケメンゲストが登場し、ただただ癒やされる番組。女子会に参加したゲストのイケメンな実態を女性目線から根掘り葉掘り聞くほか、女性が求めるイケメン像をゲストにむちゃ振りしたり、理想のシチュエーションやイケメンポイントについて語り合ったりする。

## 出演者
- 福田麻貴（3時のヒロイン）
- ファーストサマーウイカ

## 放送リスト
- 『夜中3時のイケメンサマー』

2022年2月17日深夜（18日） - 3月24日深夜（25日）
- 『夜中3時のイケメンサマー Season2』

2022年7月1日深夜（2日） - 8月4日深夜（5日）
- 『夜中3時のイケメンサマー Season3』

2023年6月29日深夜（30日） - 8月3日深夜（4日）

## スタッフ
- 構成：澤井直人、細川拓朗
- カメラ：竺原功二、海部晃行、谷口知己、宮田眞【週替り】
- 音声：菅谷慶介（シーズン2-）
- 編集：今田隆之、平井剛【週替り】
- MA：曽根大介、眞坂聡美、上松紗弓（上松→シーズン3-）【週替り】
- 音効：久坂惠紹
- CG：渡部佳宣
- 技術協力：BULLBULL、TSPWARP
- カラオケ音源協力：DAM第一興商【週替り】
- AD：沖田貴之（シーズン1・#5のみD・シーズン3）、福田宏美（シーズン3）
- デスク：出家李紅（テレビ東京）
- AP：月村美貴、髙橋尚輝（髙橋→シーズン3）
- ディレクター：濱口賢治、柿木優輝（柿木→シーズン2）
- プロデューサー：白鳥秀明
- 演出・プロデューサー：穂苅雄太（テレビ東京）
- チーフプロデューサー：星俊一（テレビ東京、シーズン3-）
- 制作協力：octagon
- 製作著作：テレビ東京

### 過去のスタッフ
- 音声：松尾秀俊（シーズン1）
- 協力：ロイヤルパークホテル（東京・日本橋）、山田陽介（STARstreamer YOSUKE）（共にシーズン2・#3まで）、セルリアンタワー東急ホテル（シーズン2・#4-6）
- AD：満井麻里愛（シーズン2まで）、金城恵美（シーズン2）
- ディレクター：岡本健吾（シーズン1）、山下謙（シーズン2まで）、阿多野淳（シーズン2）
- プロデューサー：風見裕子（シーズン2まで）
- チーフ・プロデューサー：井関勇人（テレビ東京、シーズン1）、内田久善（テレビ東京、シーズン2・#4-6）